# Каменоломні Сокиряни

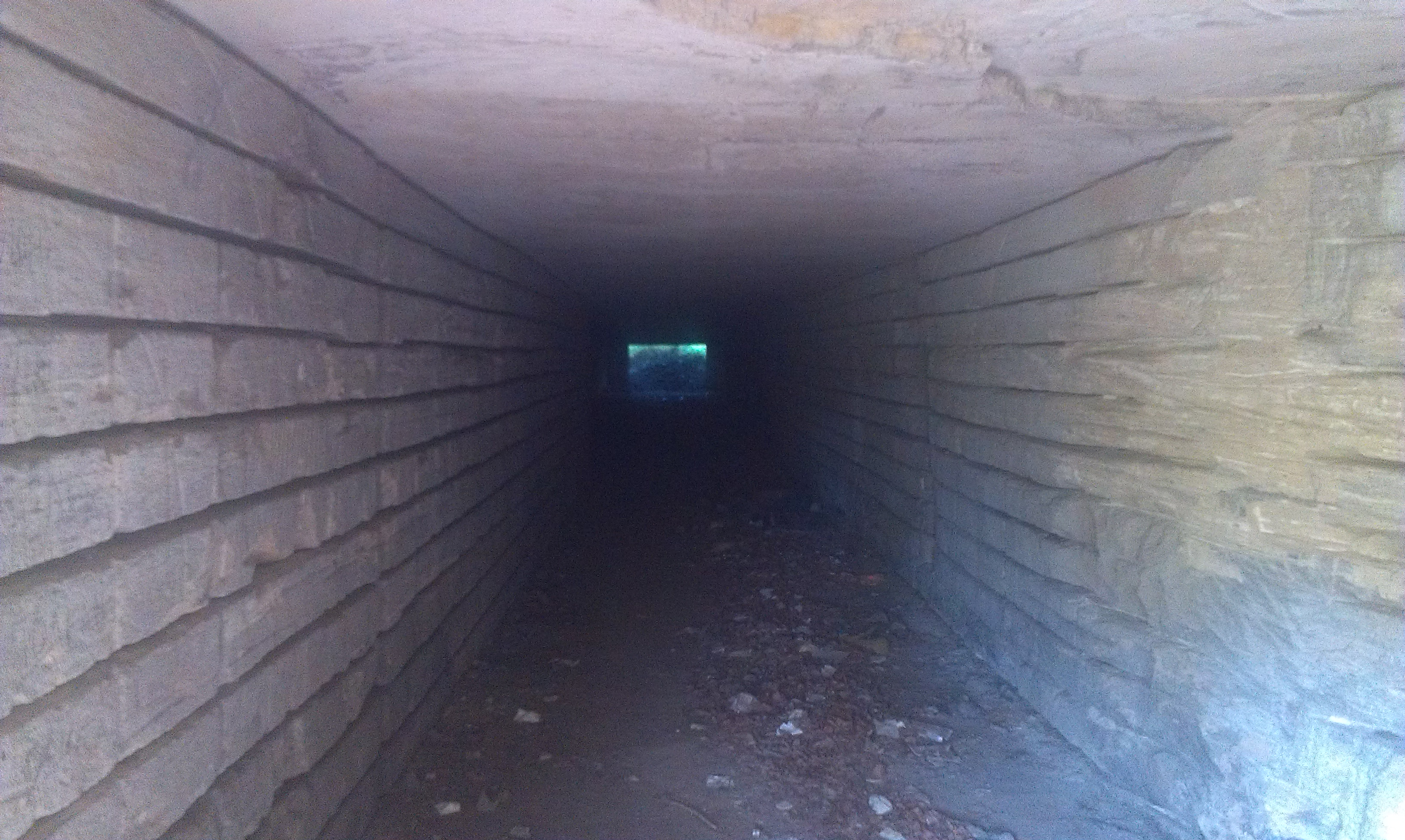
Сокирянські шахти

Сокирянські каменоломні (катако́мби) — мережа підземних ходів і лабіринтів під Сокирянами. В катакомбах — що були каменоломнями, видобувалося будівельне каміння. Приблизна довжина Сокирянських каменоломень становить близько 500 км.

## Загальний опис
Сокирянські каменоломні — мережа штучно створених підземних ходів і лабіринтів під Сокирянами. Більша їх частина — це каменоломні, з яких видобувалося будівельне каміння — вапняк. Сьогодні кар'єрна виробка сягнула величезних розмірів — понад 650 гектарів. Тепер — це ціле підземне царство, в якому і далі триває виробничий процес на дільницях..

## Геологічна довідка
Поклади корисних копалин Сокирянського району належать до Південної частини Подільського плата Товтри Українського кристалічного масиву розповсюдження докембрійських, силурійських крейдових відкладень третинного і четвертинного періодів.
У сарматський період на території Подолії розташувалась східна частина Галиційської затоки Сарматського моря, де отримали дуже стрімкий розвиток давні черепашки форамініфер, брахіпод, які внаслідок змін кліматичних умов масово відмерли, а їхні панцири з цементуючою здатністю забезпечили монолітність утворених вапняків нижнього і середнього Сармату.
Товтри за походженням є давнім бар'єрним рифом, сформованим вздовж берегової лінії неглибокого, теплого міоценового моря, що простягнувся вузькою смугою майже на 200 км через Подільську височину від Кременецького кряжу та Вороняків (на південь від смт Підкамінь) до річки Дністер у районі Кам'янця-Подільського. В геологічному відношенні Товтри — пасмо міцних міоценових вапняків потужністю від 1,5 до 55 м, що залягають на розмитій поверхні палеогенових чи крейдових відкладів (пісків, пісковиків, мергелів).
Аналогів у світі немає, проте подібні за деякими геологічними структурами скелясті пасма є у Великій Британії та США.
Оригінальність цього рифу полягає в тому, що він складений не коралами, як більшість сучасних і викопних бар'єрних рифів світу, а рештками вапнякових водоростей (літотамній), моховаток, молюсок, специфічних морських черв'яків (серпул) та інших організмів. Корали в його окладі зустрічаються рідко. Отже Товтри складені переважно з перекристалізованих, детрусованих вапняків органогенного походження, які мають цінне господарське значення. В морфології Товтрової гряди чітко виділяється головна гряда і бокові горби і грядки, що розташовані на відстані від кількох сотень метрів до десятків кілометрів.  Головна гряда здебільшого представлена ланцюгом лінійно витянутих горбів завдовжки по 5—6 км з плоскими або майже плоскими вершинами.
Повільні вертикальні підняття морського дна вздовж лінії розлому і теплий субтропічний клімат сприяли широкому розвитку колоніальних організмів і формуванню бар'єрного рифу, який розділяв морський басейн на дві частини: південно-західну (більш глибоководну), північно-східну, прибережну. Це зумовило асиметрію схилів сучасної Товтрової гряди.
Складена (майже виключно) літотамнієвими вапняками верхнього тортону. Поверхню пасма ускладнюють карстові форми рельєфу (воронки, печери) та хаотичне нагромадження великих і дрібних уламків скель. Численні бокові горби і грядки розташовані переважно з південного заходу від головної гряди майже перпендикулярно до лінії її простягання. Як правило, вони мають гострі конусоподібні скелясті вершини, переважно безлісні. Іноді вони утворюють ланцюги атолоподібних форм (Чемеровецький район). Вони невеликі — до 20—30 м над поверхнею плато. Крім того, на відстані від головного пасма розкидані поодинокі (або невеликими групами) невисокі органогенні пагорби з виходами органогенних брил, які в народі називаються «могилками». Вони невисокі, не мають урвищ і скель, своїми розмірами нагадують скіфські кургани. 
Головна гряда має чітко виражену асиметричну будову: південно-західний схил її крутіший, північно-східний — пологий. Абсолютні позначки гряди досягають 400 м і більше, відносні висоти — 50—60 метрів.
Дослідження останніх років показали, що Товтрова гряда приурочена до лінії великого розлому земної кори, витягнутого з південного сходу на північний захід на близько 300 км. Вертикальні рухи по цьому розломі відбувалися з перервами тривалий час, починаючи з початку палеозою, але найінтенсивнішими вони були в неогені, коли поблизу формувалися Карпатські гори.
У сарматський час бар'єрний риф був покритий піщано-глинистими відкладами, які після подальших піднять території, відступання моря і встановлення континентального режиму почали розмиватися поверхневими водами, розкриваючи поступово рифові споруди, складені щільнішими вапняками.

## Легенда
На східній стороні околиці невеличкого міста Сокиряни, що на Буковині, у вічі впадають крутосхилі береги невеличкої річки, що геть чисто поросли травою чи зеленим мохом. То в одному, то в іншому місці вони зблискують вапняково-кам'яними залисинами та здіймаються бовванистими каменюками вздовж усього кам'яного жолоба, що тягнеться на кілометри аж до Дністра.
Каменюки ті лежать і на самому дні котловану, і вгорі, над урвищем, ніби їх викотив сюди хтось спеціально та прилаштував для вікової дивогляді. З огляду на цю древню кам'яну картину старожили повідують легенду, ніби колись давно, ще як землі ці були залиті водами, жив тут господар-богатир, що володів усіма підземними багатствами. Були в нього і срібло і золото, але найбільше він любив морські корали, діаманти і всякі інші коштовності, що зберігалися під водою. Нікому він їх не показував, беріг до кращих часів, щоб подарувати у спадок своїм нащадкам. Та скоро занедужав старий велет і не встиг передати багатства людям. Так вони і скам'яніли у земній тверді, лиш час від часу даючи про себе знати проблисками чистої, як сльоза, глибинної води, що проступає на дні велетенської кам'яної чаші. Кажуть, ніби відтоді й шукають люди тут у землі древніх скарбів, розкопуючи її і вручну, і з допомогою техніки.
На жаль, ніхто не повідав, що знайшов якісь скарби чи, бодай, золоту піщинку, навпаки — люди втрачали сили і здоров'я від важкої роботи, а дехто знаходив тут і смерть.

## Технологія видобутку каменю
Після появи в достатній кількості пилок для розпилювання вапняку, змінився спосіб видобутку будівельного каменю. Будівельний камінь, видобутий за допомогою пил, став називатися пиляльним каменем, а пласт, з якого його випилювали, стали називати пиляльним шаром або пильним вапняком. До 30-х років ХХ століття, розробка вапняку-ракушняку в підземних каменоломнях велася приблизно однаковим способом з невеликими варіаціями. Видобуток пильного каменю вироблялася найбільш дешевим, хоча і небезпечним способом. В оголеннях пильного вапняку на схилах балок прокладалися горизонтальні штольні. У разі, якщо каменоломню робили в місці, де не було виходу пильного вапняку на поверхню, то в покривають його наносах проводили похилий тунель — «наклонку» до з'єднання його з пластом пильного вапняку. «Наклонку» облицьовувалась і кріпилася пиляльним каменем. Пізніше, для видобутку вапняку з більш великих глибин, почали будувати вертикальні колодязі, стовбури, глибиною до 40 м. Незалежно від виду входу в каменоломню, видобуток пильного каменю усередині каменоломні вироблялася однаково.
Здійснювалася розробка звичайно в такий спосіб. Забій ділився по ширині на 3 частини — косяк в центрі вибою і 2 плахи з боків його. Косяком називався моноліт шириною 0,5 — 0,7 м, який витягувався з вибою першим. Плахами називалися великі чотиригранні блоки шириною 1-1,5 м і висотою 1,8-3 м. Товщина плах і косяка дорівнювала 1,07-1,5 м. Для виїмки косяка ділили буртовочним ломом (спеціальний буртовочний лом був дещо більшої довжини, ніж звичайний з кінцем у вигляді долота, відігнутого від осі брухту під тупим кутом) в покрівлі вруб-буртовку, висотою 8-12 см і глибиною 0,6-1,5 м, в залежності від товщини косяка, яку хотіли отримати. Потім довгою пилкою робили 2 вертикальних пропила від буртовкі до підошви виробки. Щоб косяк легше відокремлювався від масиву, пропили повинні були трохи сходитися в глибині вибою, бути косими (що послужило приводом до назви «косяк»). Для виробництва вертикальних пропилів служила спеціальна пила довжиною 1,75 м, товщиною 2 мм. Пила мала форму неправильного трикутника, на підставі якого були розташовані зуби, що мали висоту 3 см. Зуби пилки, як і всіх пив, що застосовуються для розпилювання черепашнику, були звернені у бік ручки. Робилося це для того, щоб пісок, получавшийся при розпилюванні черепашнику, міг вільно висипатися. Ширина полотна в найширшому місці (майже в самому підставі пилки) досягала 32 см. На самому кінці пилки робився «носик» — витягнуте закінчення з маленькими зубами, що служить для врізання в породу. Пила мала ручку, крепу перпендикулярно до сторони пилки, що має зуби. Ця пила застосовувалася також для розпилювання монолітів-плах і косяків на штучний камінь.
Після виробництва вертикальних пропилів в підставі косяка робили 2 горизонтальних сходяться пропила, при цьому косяк підпирали дерев'яною стійкою. Потім отриманий трикутний шматок каменю вибивали. В один з вертикальних пропилів вставляли лом (або клини) і, розхитуючи його, відокремлювали косяк від масиву, потім валили його на дно забою і розпилювали на штуки.
Для виробництва горизонтальних пропилів служила підошвена пилка довжиною 85 см. Пила мала форму, аналогічну великий пилі. Ширина полотна в найширшому місці становила 11 см. Ця пилка для зручності роботи мала рукоятку довжиною 1,2 см.
Після відділення косяка від масиву в забої утворювалася ніша, куди заходив каменолом і пилкою відпилюють залишилися плахи, які потім подібно одвірка валилися на дно виробки і розпилювали на штучний камінь.
Крім пил і буртовочного брухту застосовувалися викидні лопати, сокири, залізні клини, напилки, кувалди, кайла, дерев'яні рейки з розмірами. Обов'язковим інструментом була залізна кочерга для вигрібання піску з пропилів. Для освітлення використовувалися масляні каганці або гасові лампи. Готові камені подавалися на поверхню. Спочатку їх виносили на ношах, або вивозили на ручних дерев'яних тачках. Іноді навіть, камінь виносили до виходу просто на плечах. Ручна відкатка, природно сильно обмежувала видалення забоїв від виходу. У 1874 році в документах зустрічається перша згадка в застосуванні коней в Усатівських каменоломнях. Штучний камінь стали вантажити на кінну візок-біндвожок, запряжену одним конем і вивозити на поверхню. На біндвожок вантажилось в середньому 20 шт. каменів (залежно від розмірів число каменів коливалося). Із застосуванням в каменоломнях коней, видалення забоїв від виходу зросла до 400–700 м. Згодом коні були повністю замінені вагонетками та автомобілями.
У разі, якщо входом в каменоломню служив вертикальний шахтний стовбур, штучний камінь підвозять до стовбура і підіймають вгору за допомогою спеціального підйомника «барабана», що являє собою найпростіший воріт з блоками.
З середини 1920 років почалося швидке збільшення обсягів видобутку пильного вапняку. 1930 з'явився переломним в історії розробки пильного вапняку. Це був рік, коли почала вводитися мала механізація робіт в підземних каменоломнях. З'явилися різні механізми, що полегшували працю. Буртовка стала проводитися буртовочним верстатом Н. Віктофа, що являє собою бур з гнучким приводом від електромотора. Продуктивність буртовочного верстата була в 4,5 рази більше, ніж при ручній роботі. В того ж 1930 році В. Рогозінський була запропонована механічна підрізная пилка РП-2, оснащена одним бором зі сталевою ріжучої ланцюгом. Машина була призначена для виконання вертикальних і горизонтальних пропилів в забої і для розпилювання блоків. Конструкція пилки була гранично проста, але при цьому пила РП-2 «Рогозінка», як її називали гірники, робила 56 квадратних метрів пропилів за день проти десяти при ручній роботі. Наприкінці 30-х років випробовувалася каменерізна машина А. Заступайло, але поширення вона не отримала.
Таким чином, з середини 30-х років на всіх великих шахтах стала поширюватися напівмеханізованих система робіт на основі пил «Рогозінок» в поєднанні з буртовочнимі верстатами Віктора. Пила Рогозинського зійшла зі сцени тільки в 1952–1955 рр., коли на зміну їй прийшла каменерізна машина системи А. Заступайло КМАЗ-188, яка в модифікованому вигляді застосовується зараз.
В даний час в околицях міста працює 9 електрифікованих шахт, де за допомогою стінорізних машин добувають пильний камінь. КМАЗ-188 проводить всі операції по виробництву пропилів. Машина виробляє послідовно 15 вертикальних пропилів (ширина пропила 2 см) на відстані ширини однієї штуки каменю (24 см), потім 13 горизонтальних пропилів через інтервал рівний висоті штуки (19 см). Все пропили робляться одним і тим же баром, оснащеним армованим побідиту, сталевий ланцюгом і забезпеченим поворотним пристроєм, що дозволяє повертати його в 3-х площинах. Потім вручну видаляється кілька штук каменя, бар проводиться в цю нішу, і відпилюють тильні сторони штук від масиву. Ця операція проводиться зверху вниз по рядах штук. Таким чином, в забої вирізається відразу 168 штук готового каменю. Природно, що кількість штук залежить від перетину вибою. Висота сучасного забою 2,5 м, ширина коливається від 2,8 до 3,6 м (з інтервалом на ширину однієї штуки). Звичайно, не слід думати, що за один раз отримують 168 шт. каменю. Деяка частина каменю розколюється ще при розпилюванні через тріщинуватості породи, інші камені розколюються при виїмці і.т.д. Із забою витягується всього 30-70% вирізаних штук каменя. Виїмка штучного каменю із забою і вантаження його на вагонетки здійснюється вручну.
Змінилася і сама система розробки вапняку. Вже немає заплутаних підземних лабіринтів. В сучасних шахтах-каменоломнях прокладаються паралельні, довгі, прямолінійні штреки та штольні, з'єднані короткими збійками. Між штреками оставляются строго певні і розраховані для даних умов розміри. Покрівля виробок кріпиться дерев'яними та металевими кріпленнями, які встановлюють і замінюють робітники-кріпильники.

Cучасний варіант видобутку демонструє дане відео

## Технічне оснащення
У СРСР вироблялися та застосовувалися 9 видів великих каменерізних машин, зокрема 2 з них (КМА3-188 і КМГ-2) застосовувалися для підземних розробок у Сокирянах.
Першу каменерізну машину КМГ дійсно винайшов наприкінці 40-х років ХХ ст. кишинівський інженер-залізничник Костянтин Петрович Галанин. Її промислове використання та подальше масове виробництво розпочалося завдяки наполегливості Л. І. Брежнєва, якій у 1950—1952 роках був Першим секретарем ЦК компартії Молд. РСР і шукав шляхи для швидкого та істотного збільшення виробництва матеріалів для будівництва житла в Молдові. Різальний інструмент у машині К. П. Галанина — сталевий диск із побідитовими зубцями (одночасно 4 прохідних, два зверху й два знизу, відстань між парами дисків дорівнюють висоті штуки каменю, і окремо один відрізний). Машина робить послідовно 11 горизонтальних пропилів, потім вертикальні пропили по ширині вибою. Після чого вручну вибивається кілька штук каменю відповідно до діаметра диска, на машині знімають прорізні диски ставлять відрізний і відпилюють тильні сторони штук від масиву. Перша така промислова машина була встановлена у 1953 році на Криковській шахті (с. Криково Молдови). Завдяки цій технології продуктивність видобутку котельця (формовий вапняковий камінь) зросла в 17 разів. У 1958 р. винахідник був нагороджений орденом Трудового Червоного прапора. Машина застосовувалася майже по всьому СРСР, випускалася в основному на спеціальному заводі у Вірменії.
Друга каменерізна машина для підземних розробок — КМАЗ (КАМЗ) винайдена українцем, лауреатом державної премії Миколою Тихоновичем Заступайло, і на початку 60-х років ХХ ст., разом з КМГ, здійснила революцію у гірничій справі. На відміну від КМГ, різальний інструмент-бур у машини Заступайла — ланцюгова пилка з побідитовими зубцями.

## Історія

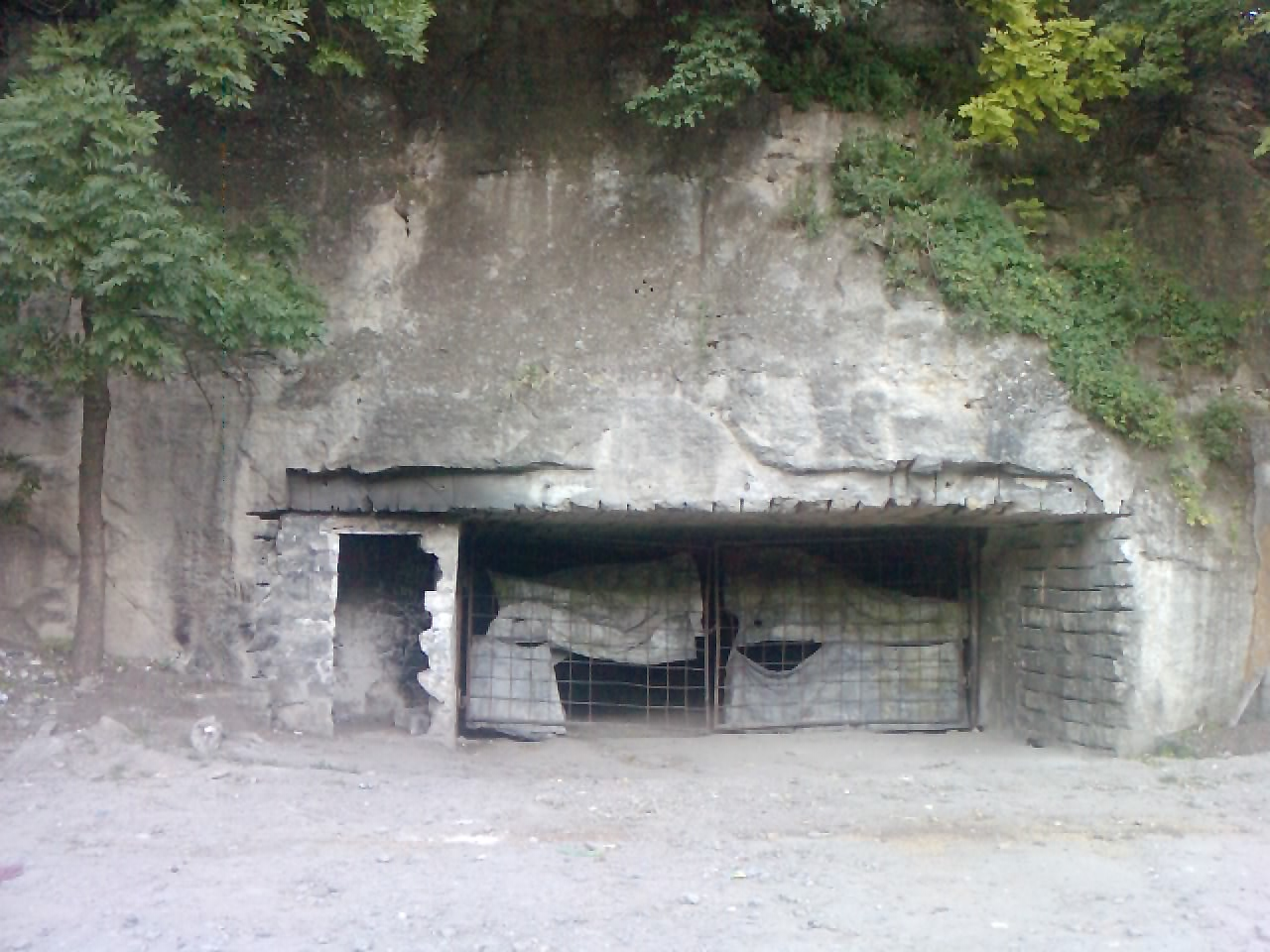
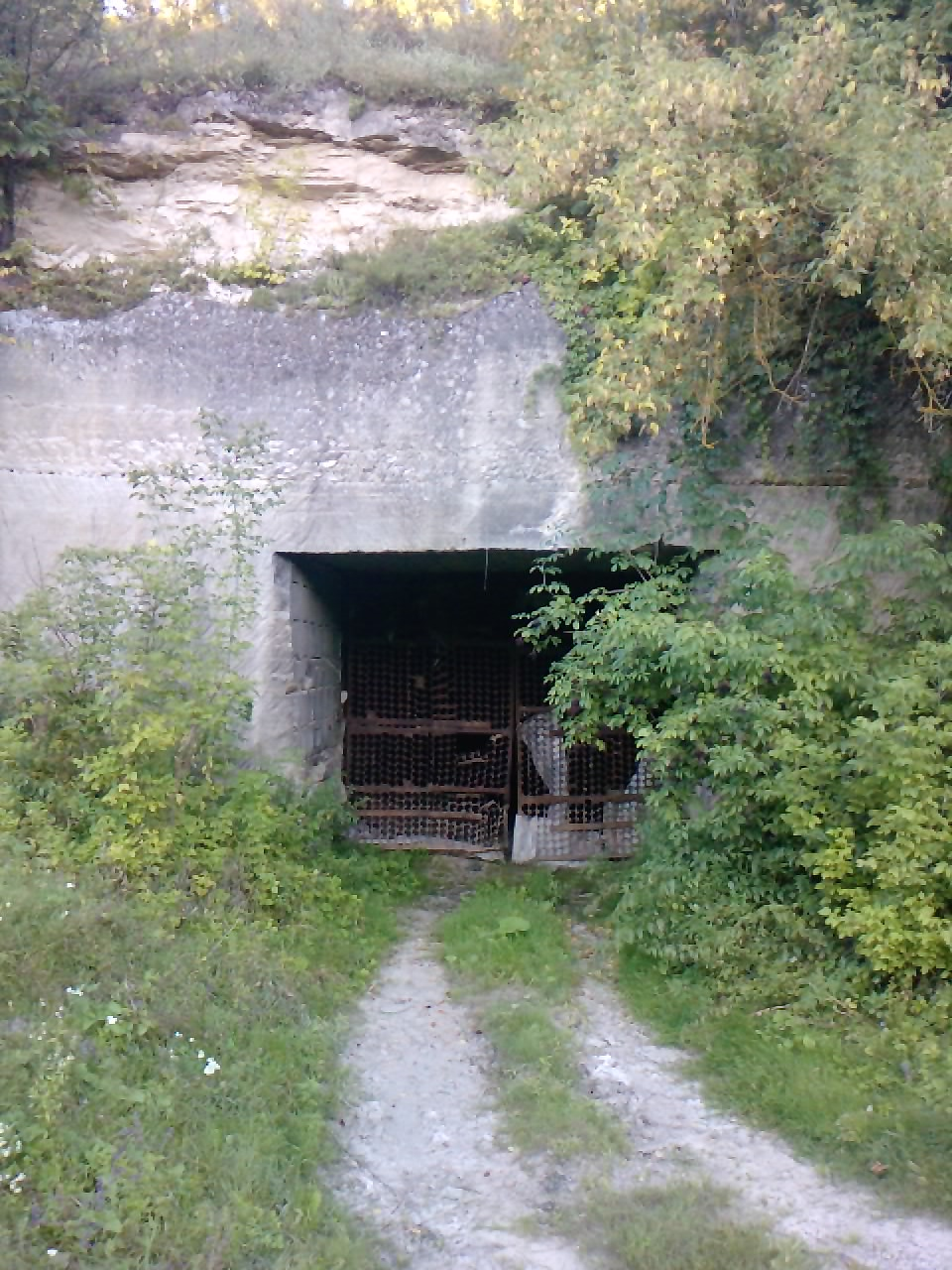
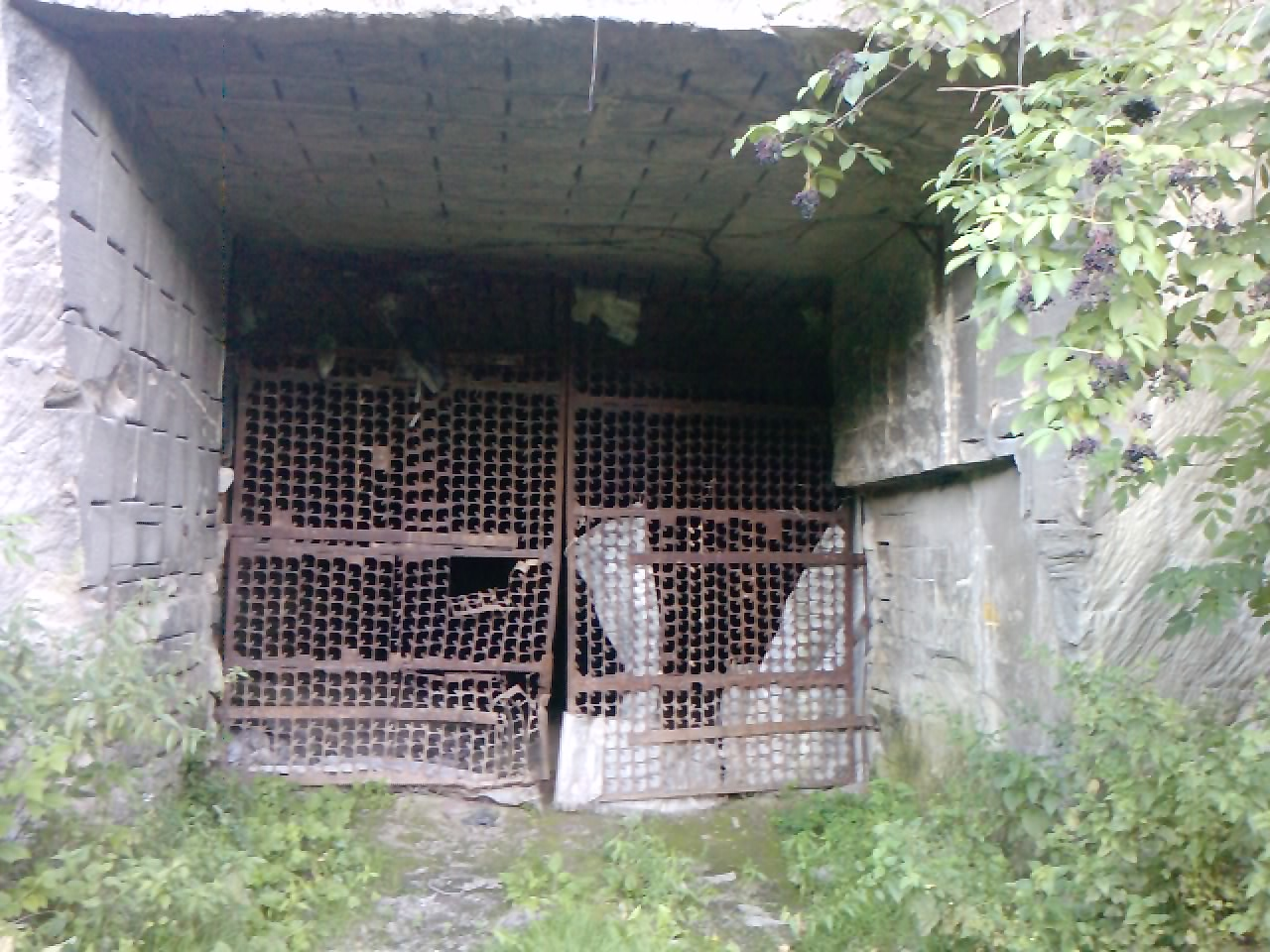
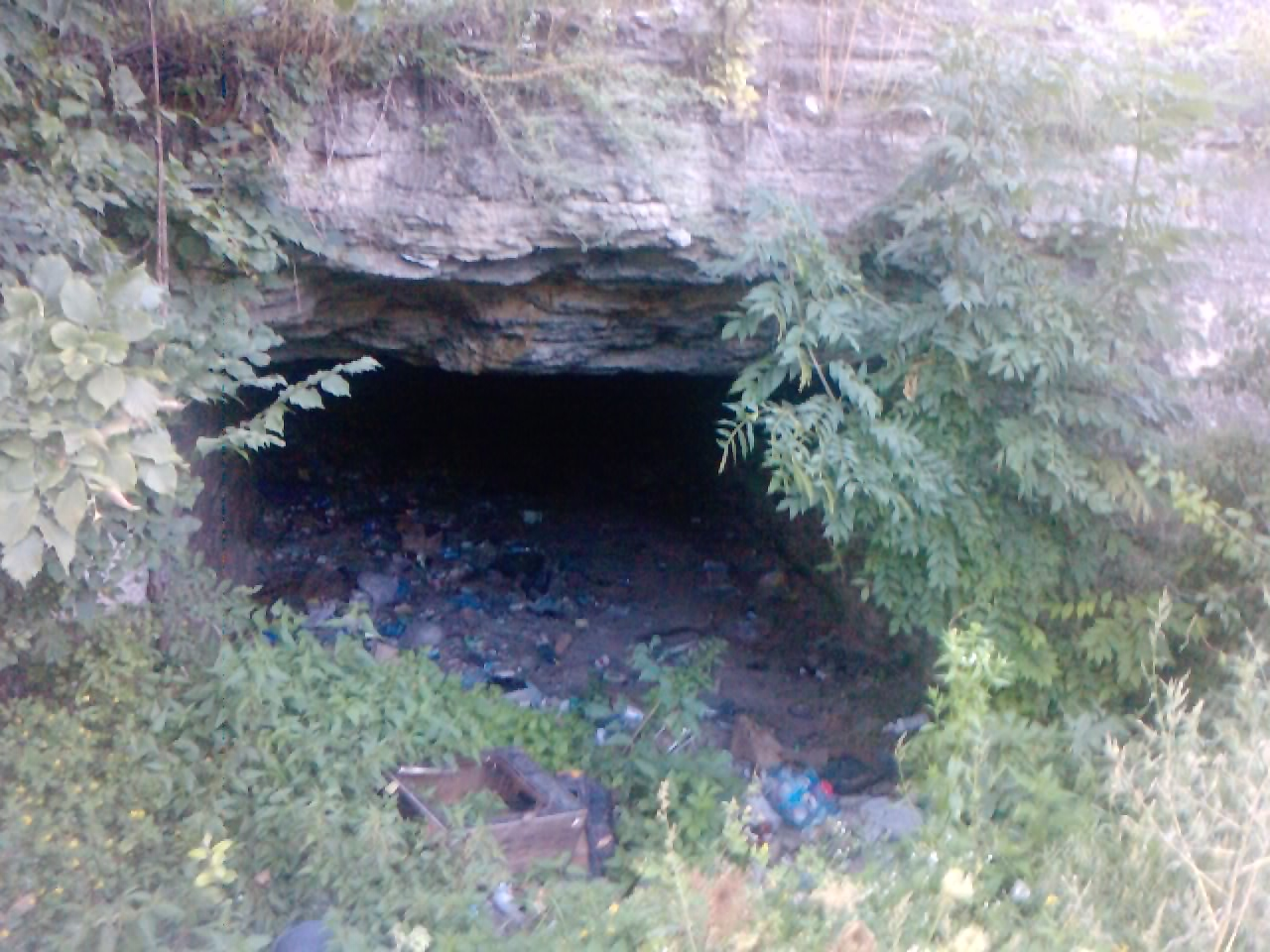
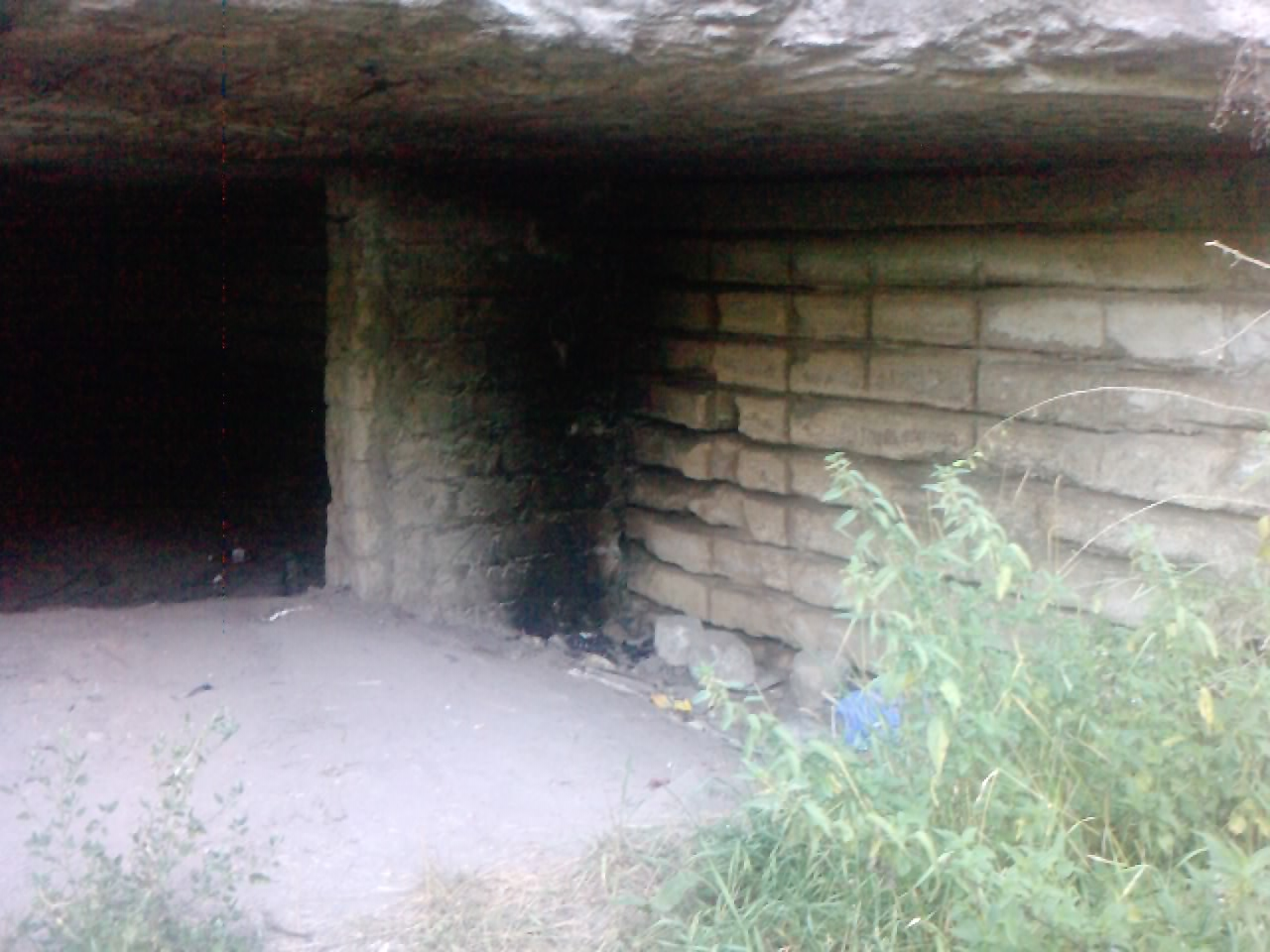
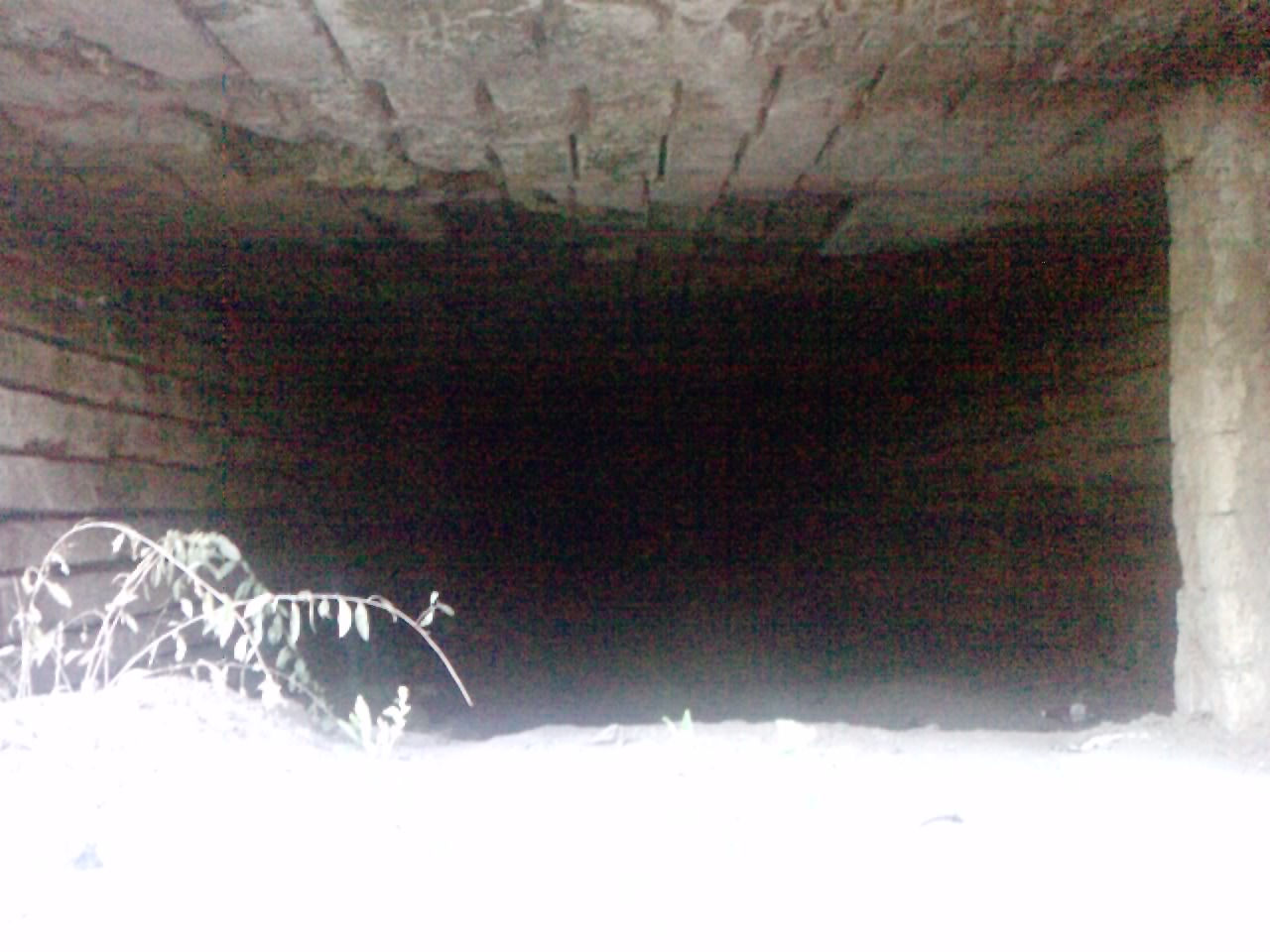
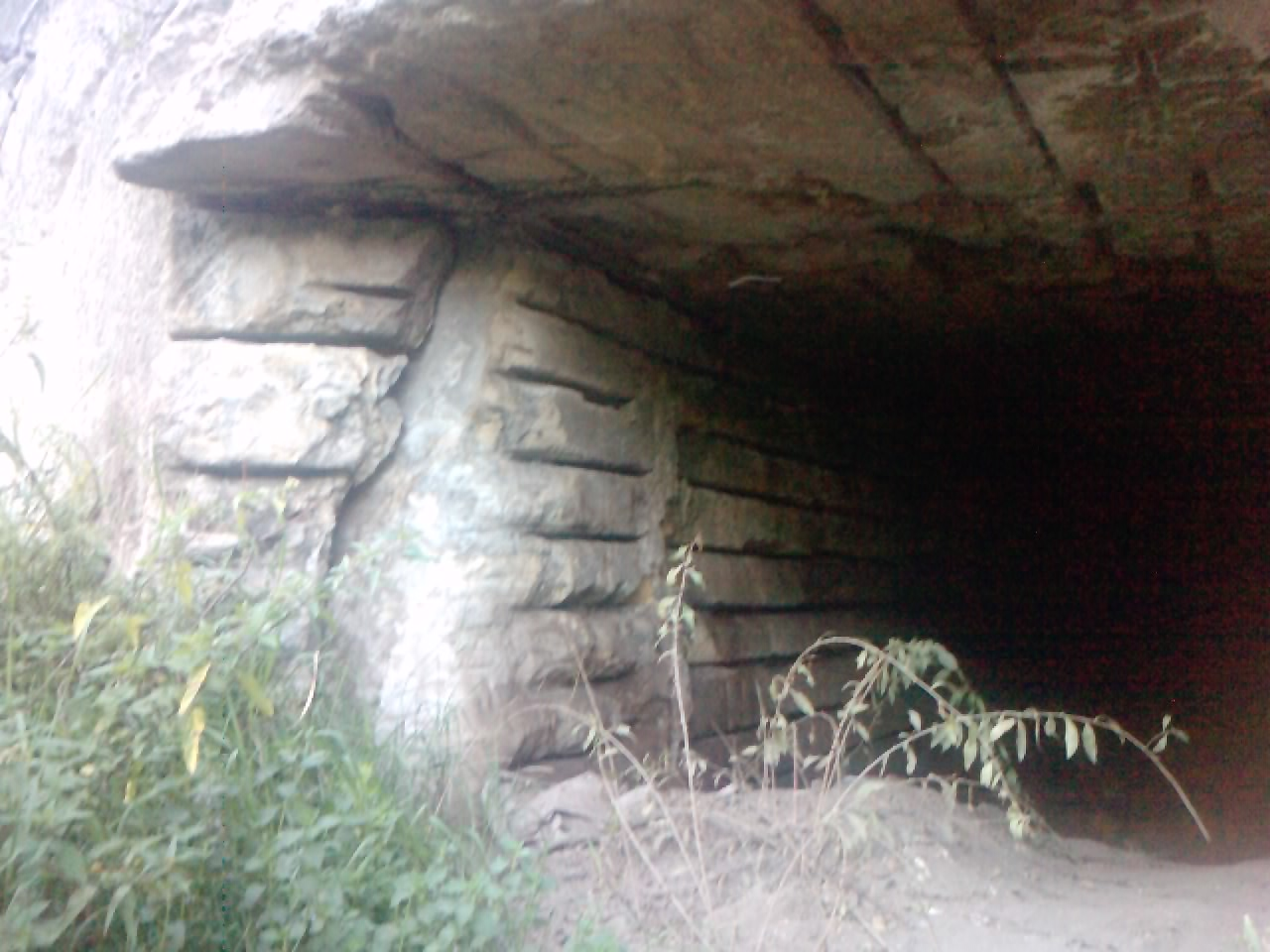
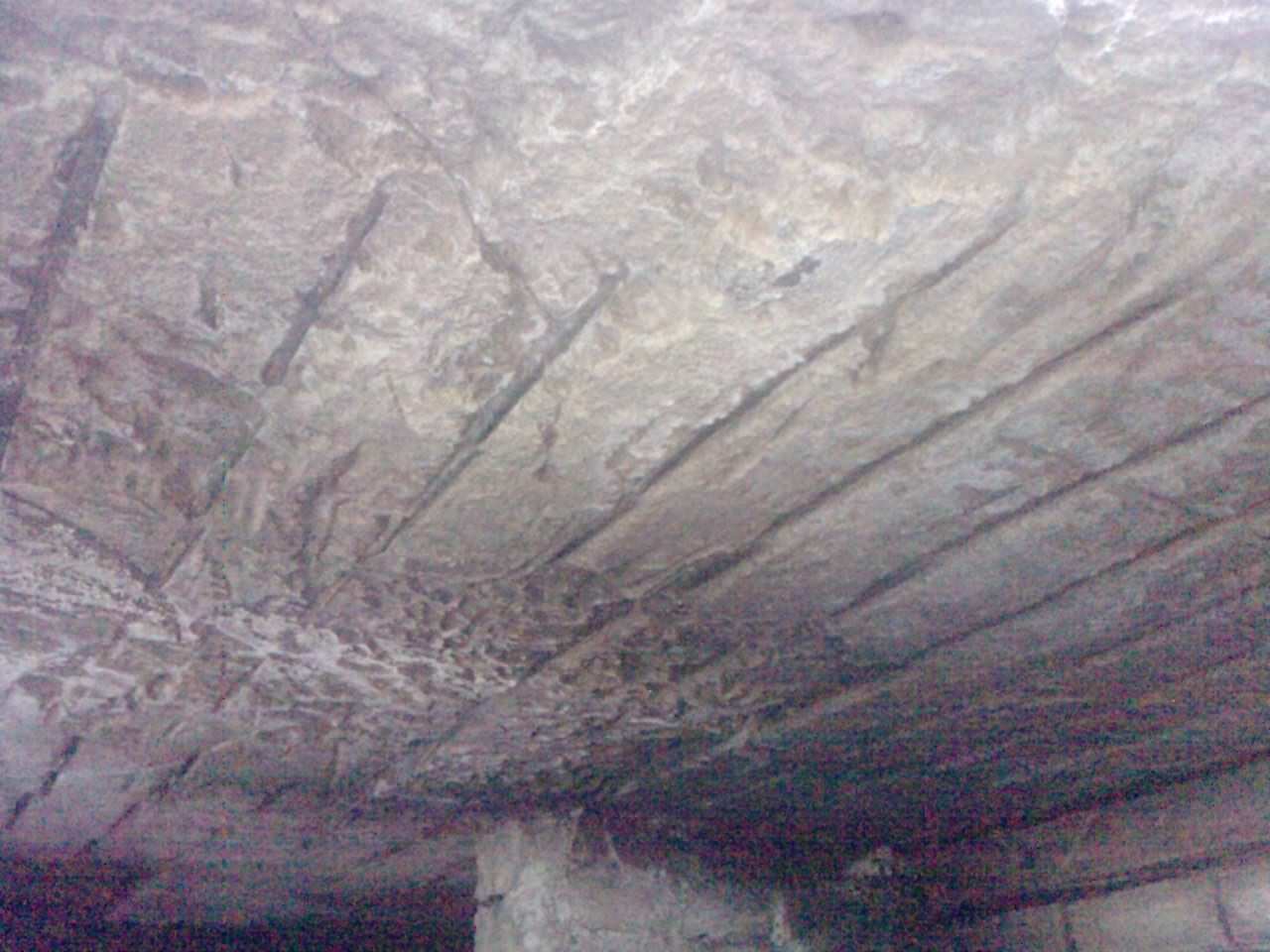
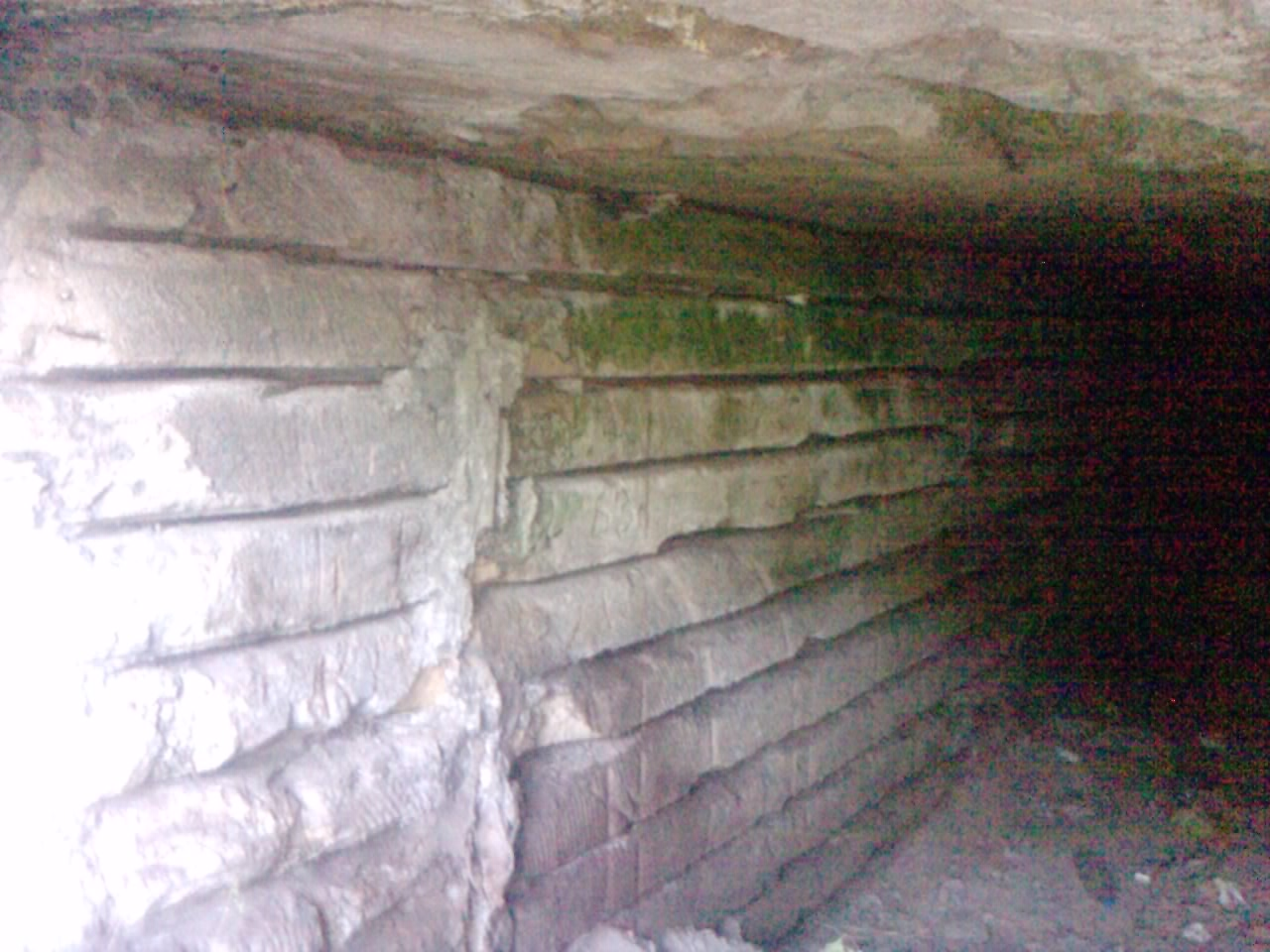
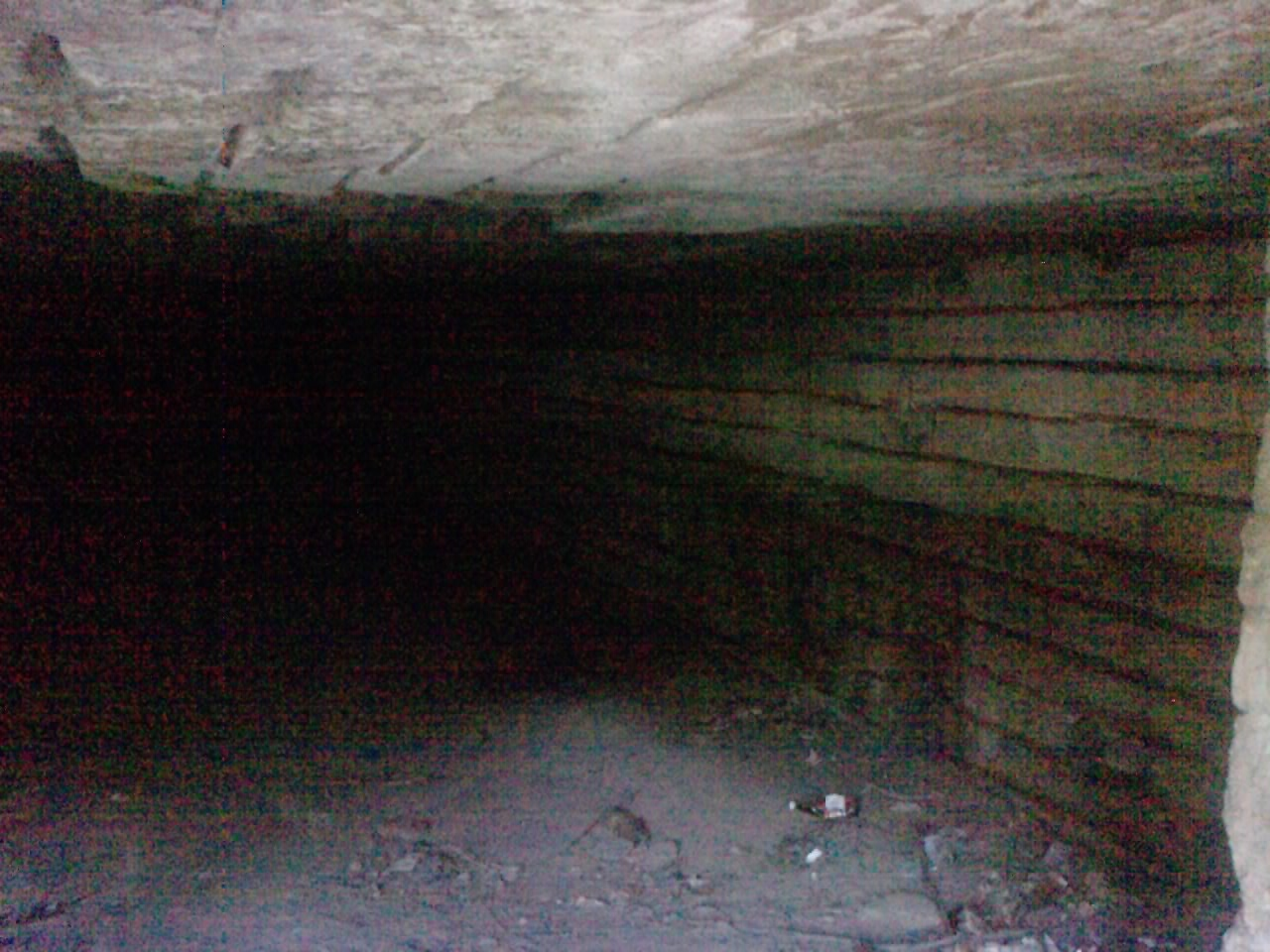
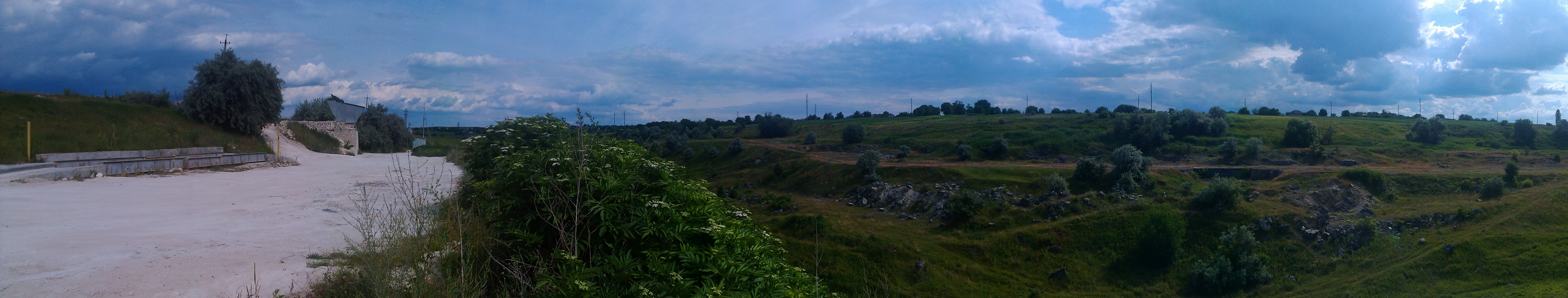
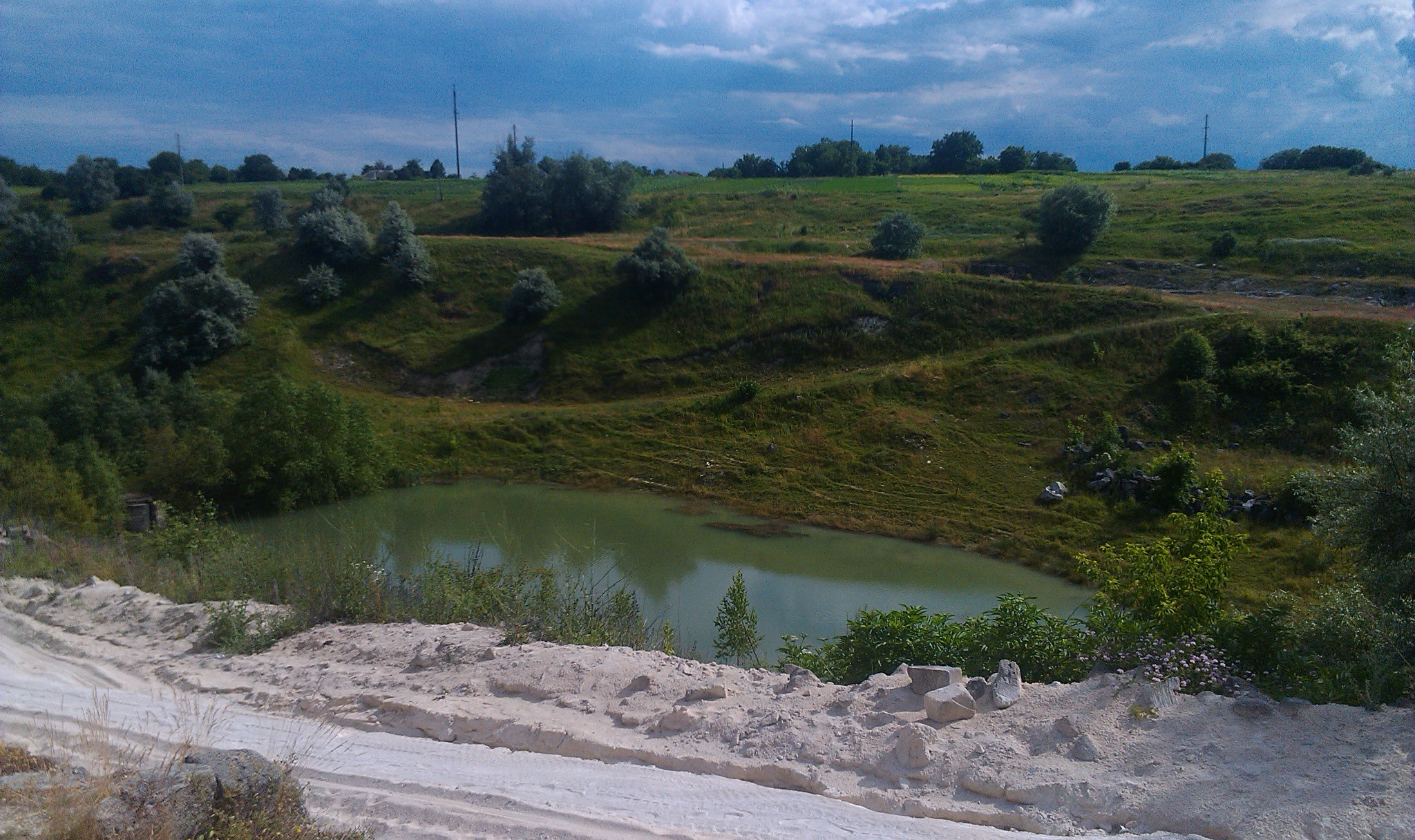
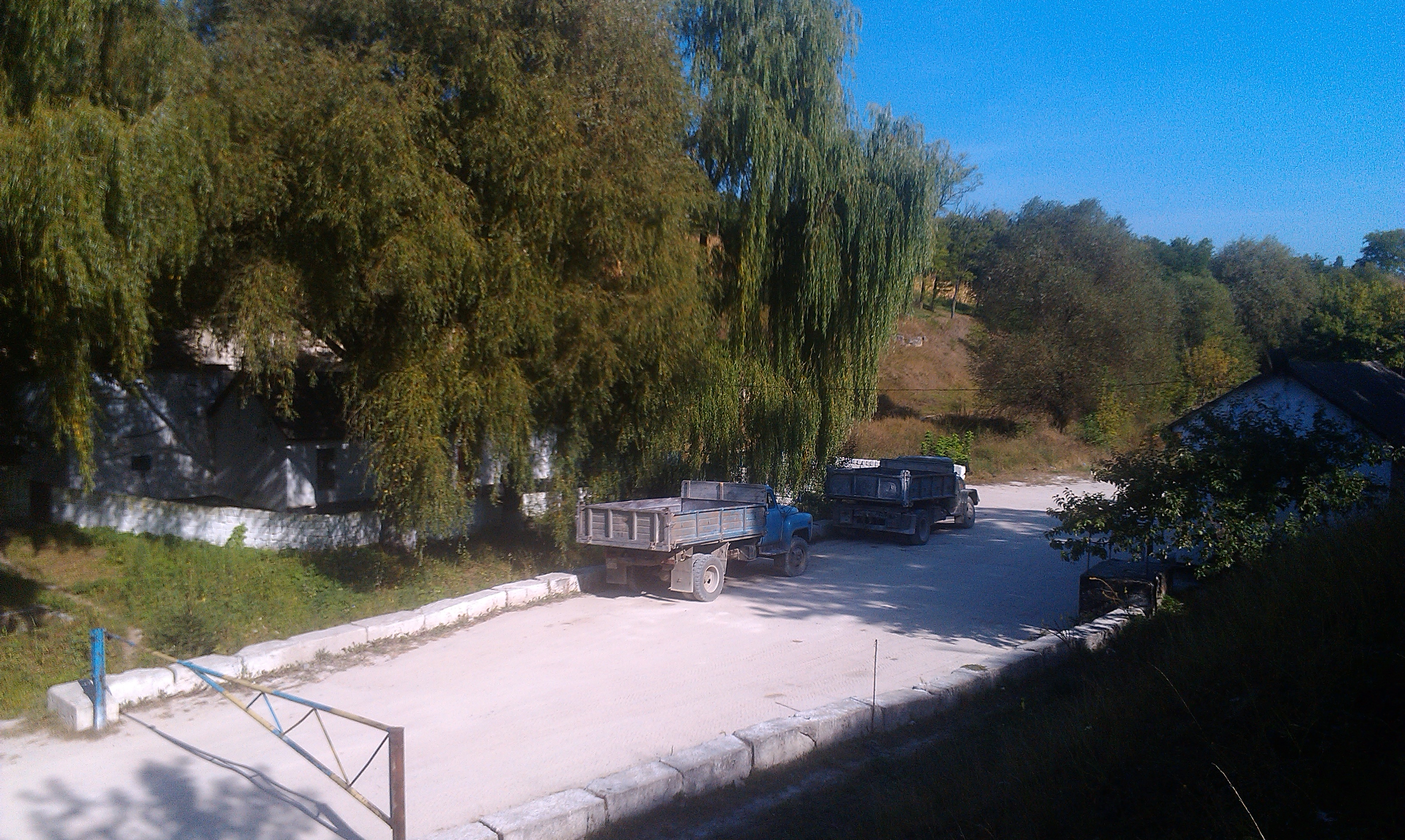
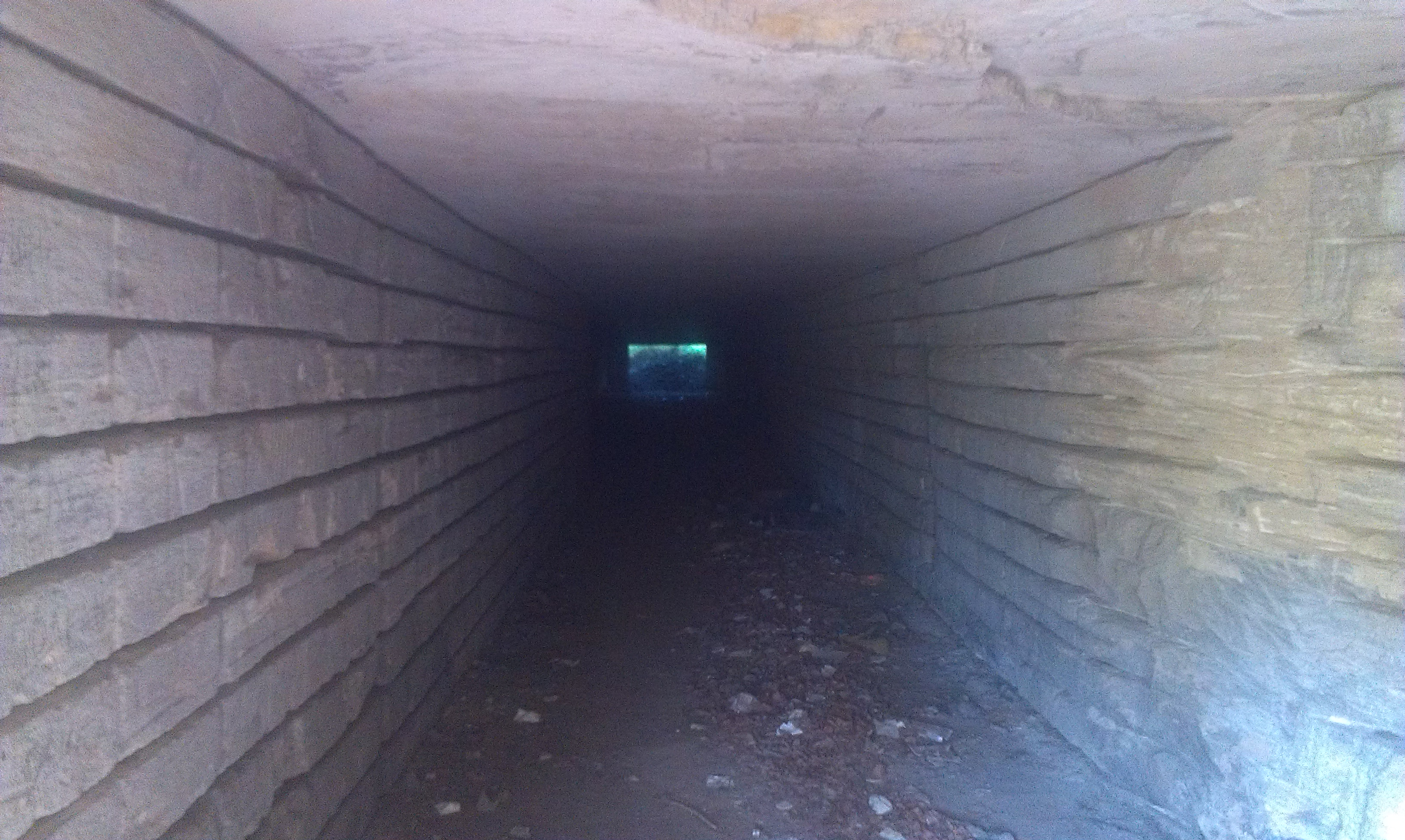
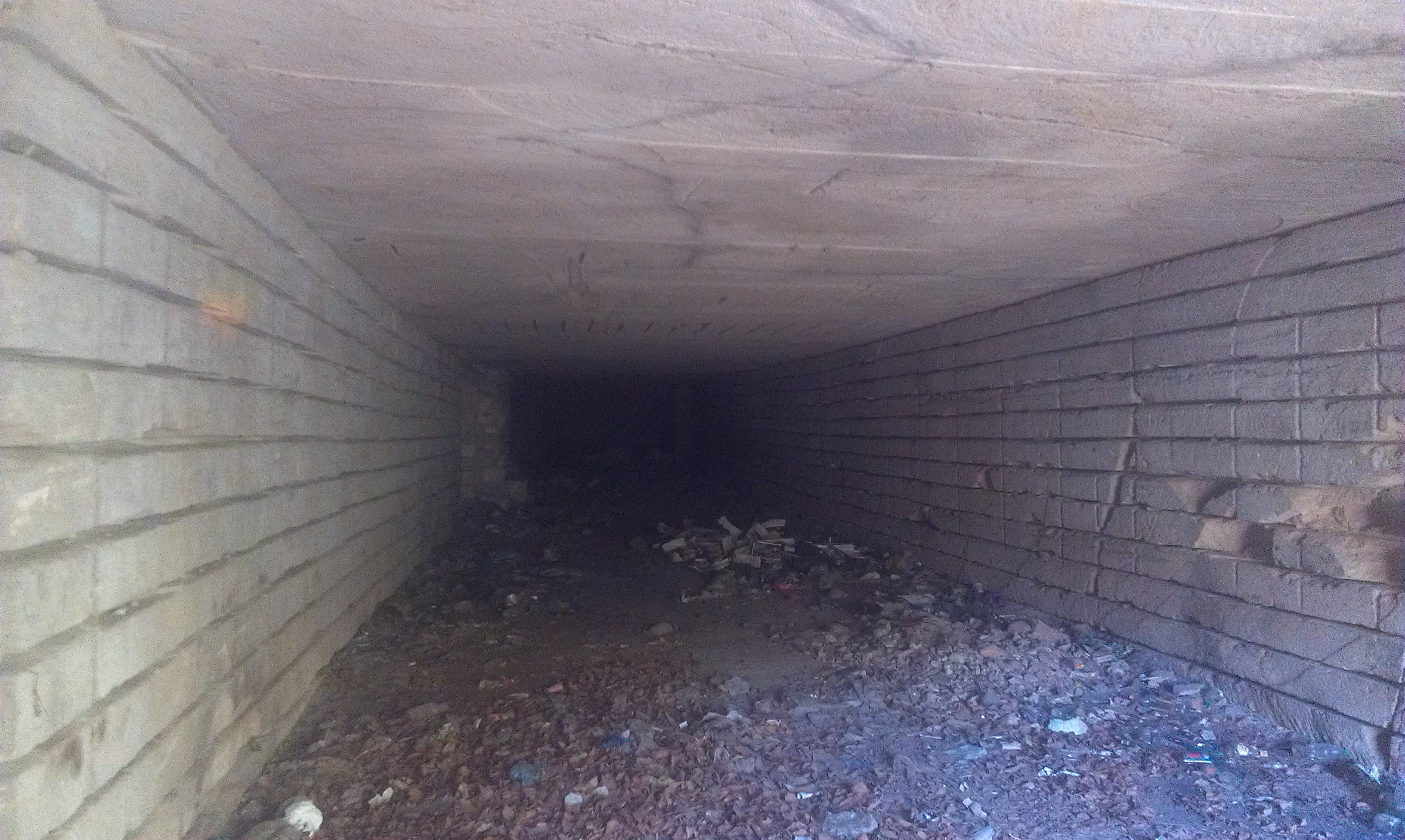
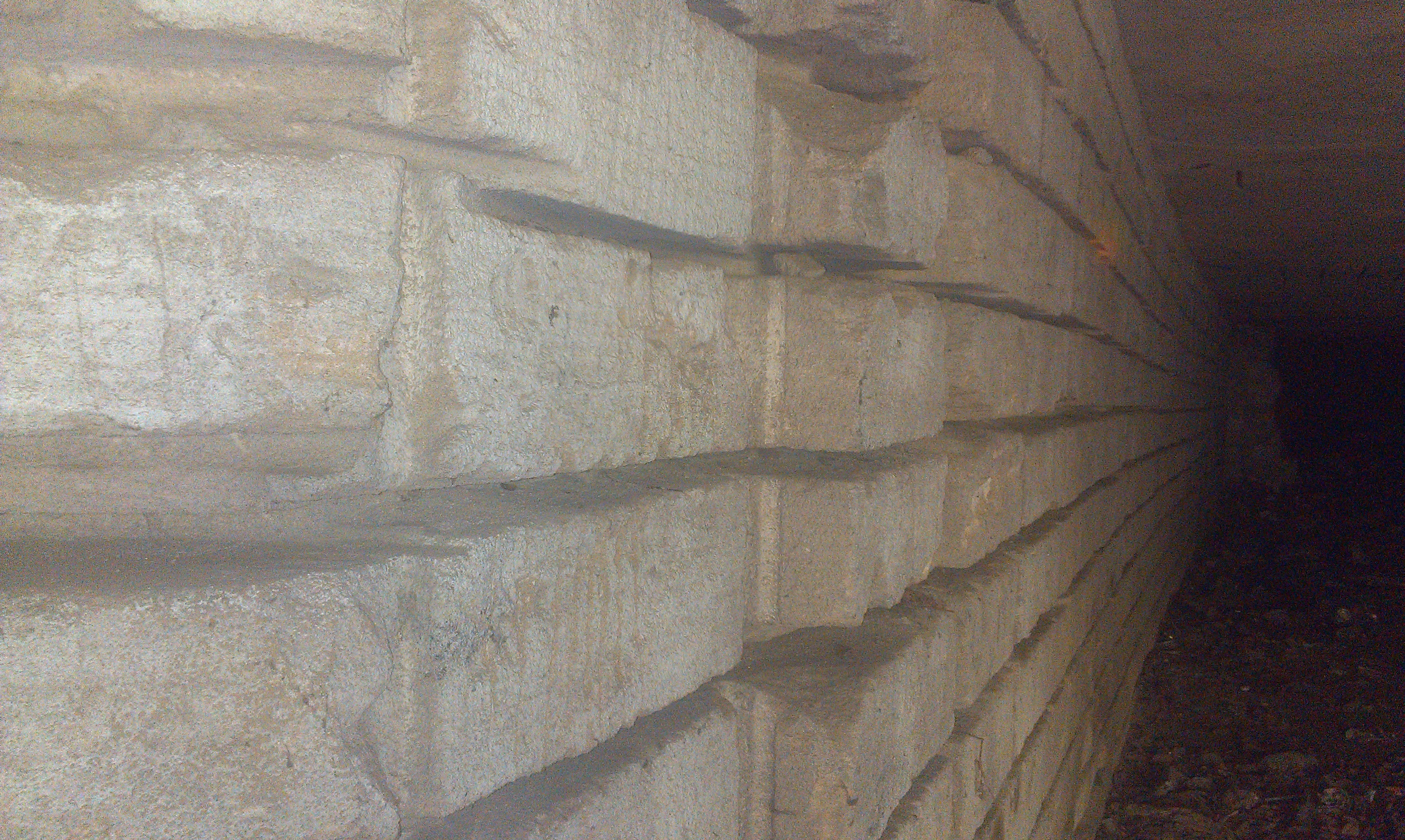
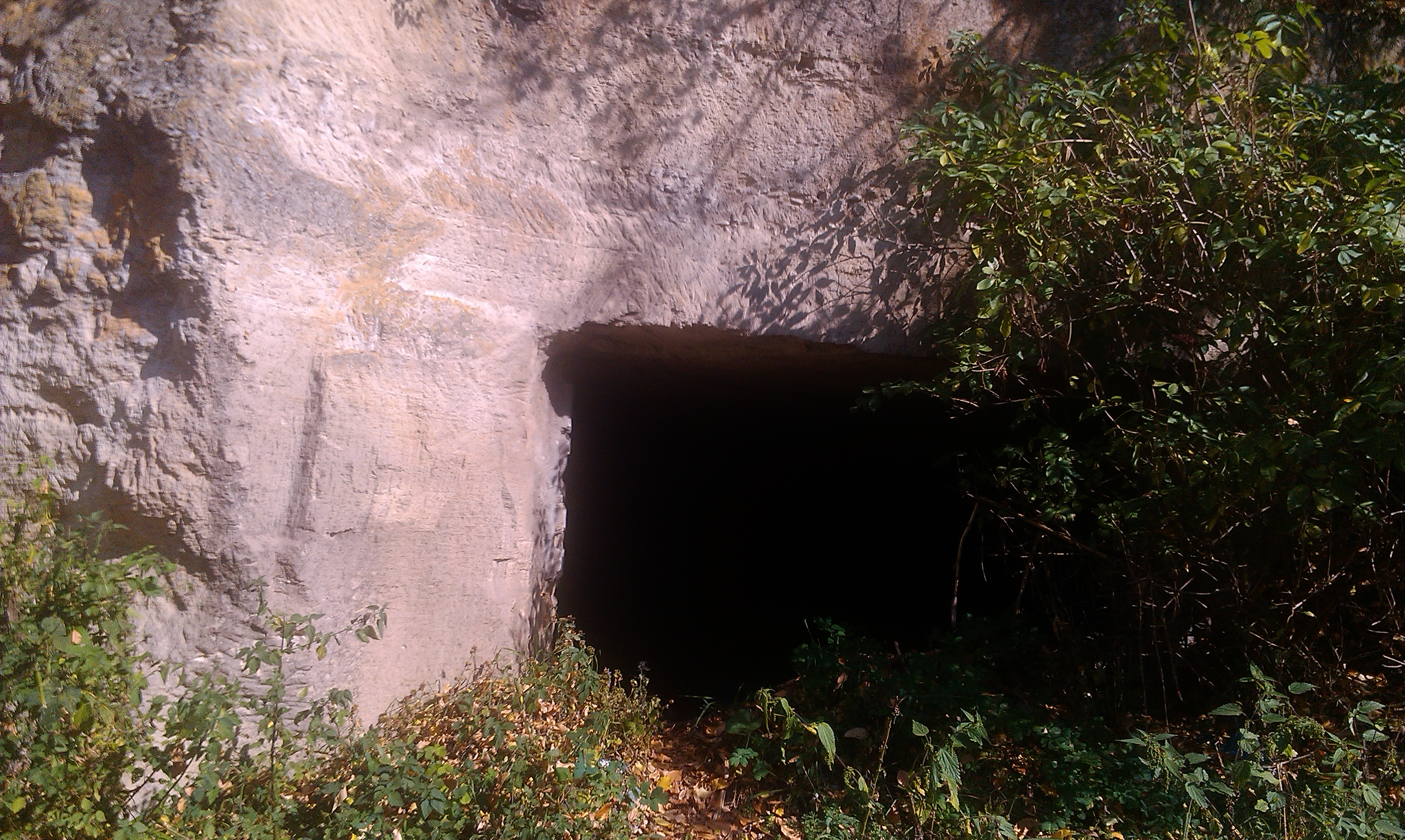
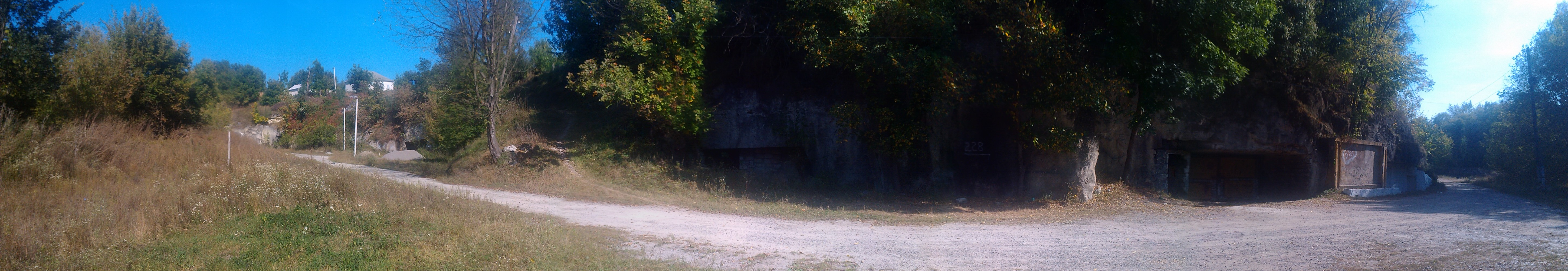
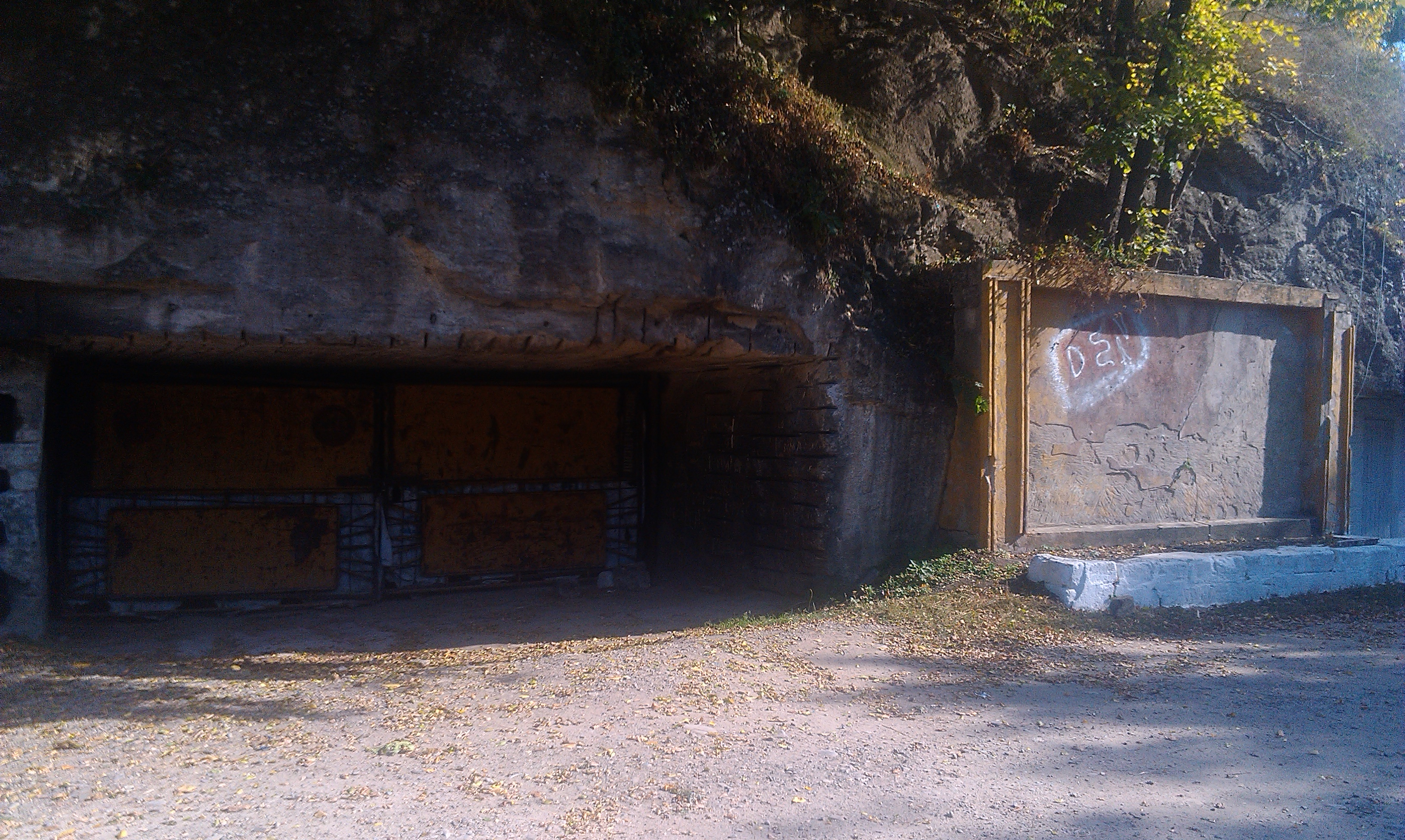
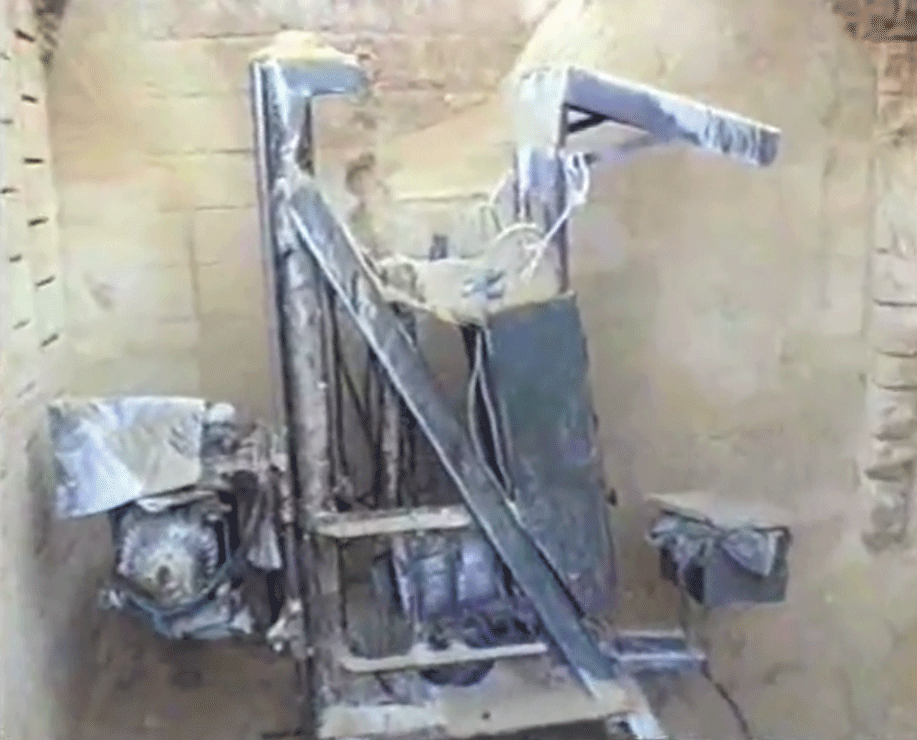
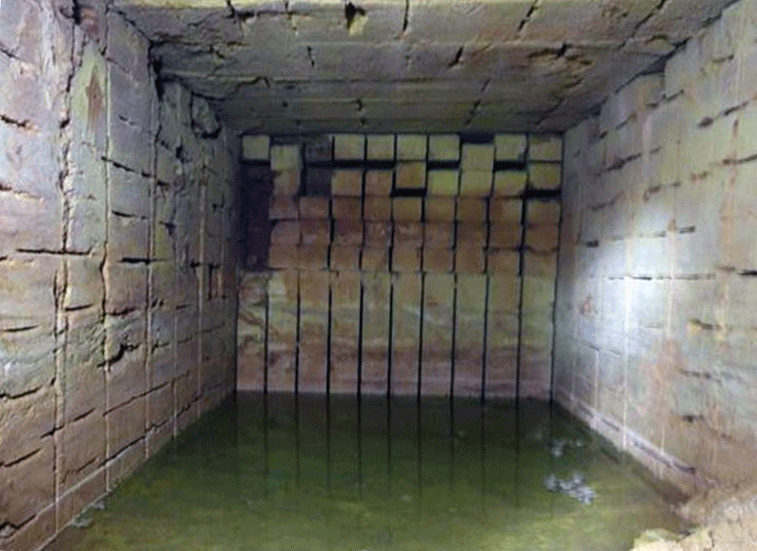

Дрібний видобуток каменю на Сокирянщині існував споконвіку. Здебільшого такий видобуток здійснювався у Розкопинцях та Василівцях (Василівка), але там займалися видобутком твердого скельного каменю, з якого по всьому краю робили обкладку і цебриня криниць, викладали «руські» пічки, виробляли плити і хрести для поховань, а багатії використовували і для будівництва будинків. Цей камінь був досить дорогим. Вручну вирізали у невеличких кількостях і ракушняк у Сокирянах, але його застосовували мало.
Видобуток стінового каменю підземним способом в нашому районі налагоджено майже 60 років тому. Зокрема, для зведення будівель і споруд — 60% від моноліту, а також піску (вапнякового борошна) для розкислення ґрунтів (родючого шару землі) і підгодівлі сільськогосподарської птиці й інших тварин — 40%.
Нарізання вапнякового каменю (за всі роки видобутку утворені сотні кілометрів штреків висотою 2м 40 см шириною 8 м) і нині відбувається «допотопними» машинами, які свого часу сконструював інженер Галанін. На жаль, ні в роки Радянського Союзу, ні в незалежній Україні ніхто не винайшов нову технологічну каменерізальну техніку, з якою можна було б полегшити труд робітників цієї галузі і підвищити продуктивність праці.
До 1940 р. геологічні вивчення на території Чернівецької області проводилися слабо, тож на цю тему є лише поодинокі роботи румунських геологів.
У 1945 р. геологами Українського Геологічного Управління Г. А. Вороновою і Н. Г. Кириченко виконано обстеження родовищ корисних копалин Чернівецької, Кам'янець-Подільської, Вінницької областей на використання оолітових вапняків для виробництва вапна і цементу.
До 1950 р. Сокирянське родовище «Меруни» не розвідувалось і не вивчалось.
1950 р. — перша геологорозвідка « Укрпроектдор» (геолог Е. Н. Кіор) 1,5 га. Запаси корисних копалин не затверджувались.
Грудень 1955 р. Київська геологічна експедиція виконала роботи для видобутку відкритим (балка «Флока») і підземним способом — балка «Меруни». Матеріали були передані для роботи Прикарпатському Воєнному Округу.
Розробку їх розпочали в 1956 році. Цим займалася військова частина одного з військових округів, а відтак тут було створено місцеве підприємство «Новий побут», яким керував діловий і кмітливий єврей Я. Д. Цитрін. Воно діяло не довго, бо в 1961 році на цьому місці організували закрите гірничодобувне підприємство, де використовувалась праця не тільки вільнонайманих робітників, а й тих, хто був позбавлений волі.
Початок та сьогодення. З цього ж 1955 року в Сокирянському районі починали видобуток корисних копалин різні об'єднання та організації на родовищі «Меруни» — підземним способом. Але недовго. А установа РЧ працює на цьому родовищі і сьогодні. Розвідані площі розробки корисних копалин складають 933,3 га, із них уже відпрацьовано 631 га. Частина розвіданих площ передано під охоронну зону верхнього водоймища Дністровської ГАЕС.

## Сокирянська виправна колонія

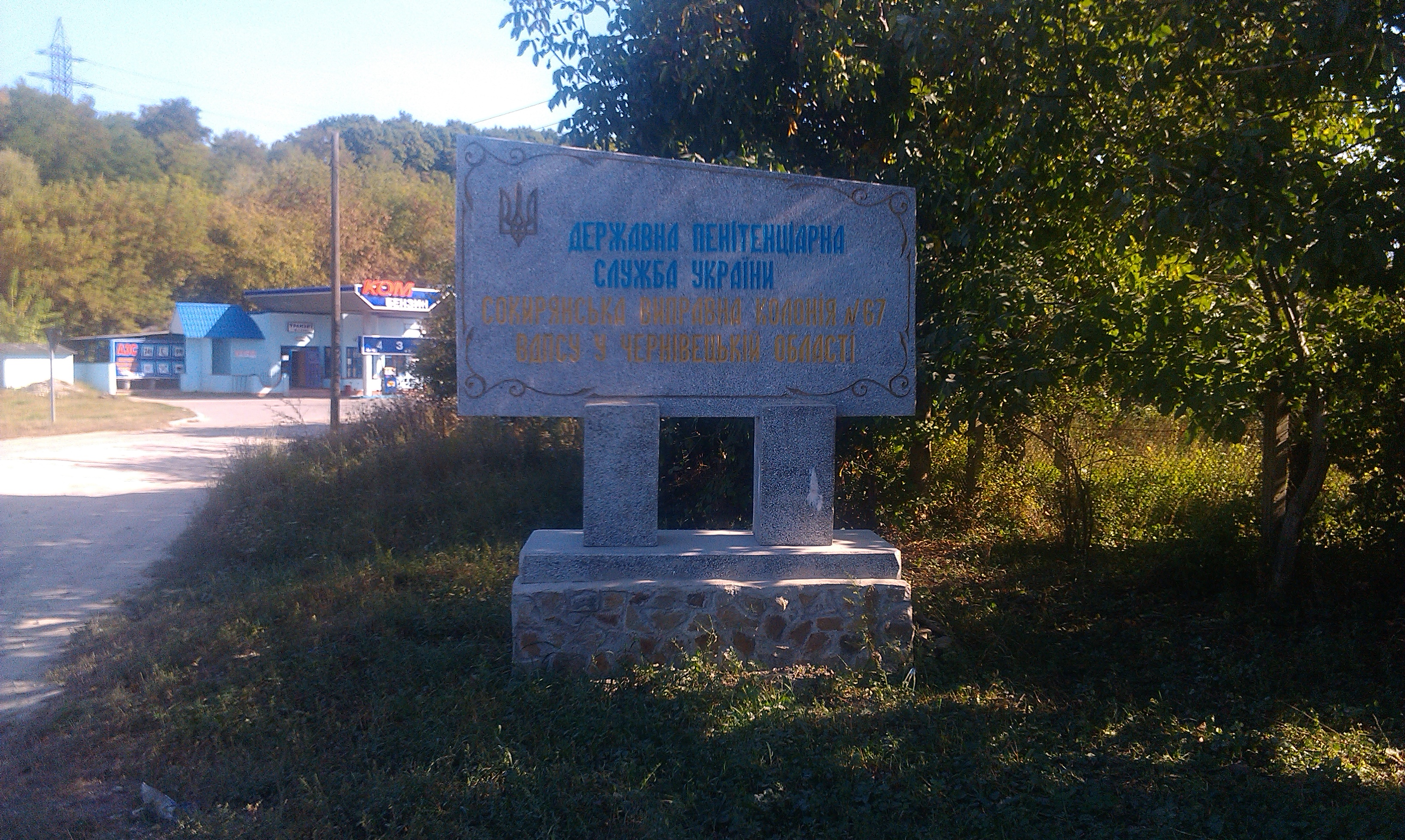
Сокирянська виправна колонія

Сокирянська виправна колонія Державного департаменту України з питань виконання покарань бере свій початок з часів, коли до Сокирян у 1955 році була завезена перша каменерізальна машина і дизельна електростанція «Бікау-Фольф» німецького виробництва. Після цього почалися роботи по видобутку каменя у створеній шахті. Нове виробництво позитивно вплинуло на соціальний розвиток міста, йог: жителі отримали додаткові робочі місця, збільшився їх матеріальний прибуток, поповнився бюджет надходжень до казни міста. Це позитивно вплинуло на реорганізацію Сокирянського цеху Мамализького гіпсового заводу і як результат у квітні 1956 року він отримує нову назву Сокирянський завод будівельних матеріалів.
Проіснував він у цьому статусі п'ять років, і за рішенням керівництва Радянського уряду в 1961 році на базі Сокирянського заводу будівельних матеріалів створюють виправно-трудову колонію загального режиму, яку в подальшому реорганізують в колонію посиленого режиму утримання засуджених. Колонія поповнилась необхідною кількістю техніки: було 34 каменерізальних машини, понад 130 вантажних автомобілів, а також своя дизельна електростанція, яку називали «революція». Вся матеріально-технічна база розташовувалась на місці нинішньої станції технічного обслуговування автомобілів. У власних майстернях гірники здійснювали повний капітальний ремонт машин і обслуговування їх. А з 2003 року у відповідності до ст. 18 Кримінально-виконавчого кодексу України дана установа була реорганізована у колонію середнього рівня безпеки.
У підземеллі каменерізальна техніка працювала майже безперестанно, адже роботу видобувників було організовано в три зміни. Колишні спеціалісти, в тому числі й начальник планово-економічного відділу М. Г. Головач, а також В. М. Пунга, який був начальником автотранспорту та центральних майстерень і механіком шахти, пригадують, що доводився план видобутку продукції на добу: каменю — 57 тис. шт., а піску — 620 тонн. Зазвичай, ці показники перевиконували. Продукцію доставляли замовникам автомашинами і вагонними партіями, оскільки до шахти було підведено залізничну колію. Для зручності і підвищення ефективності виробництва запровадили навіть штабелювання каменю на відкритому майданчику, з якого споживачі мали можливість брати його самовивозом.
Особливого розмаху набуло виробництво, коли його очолював В. О. Давиденко, який і людей розумів, і гірничодобувну справу тримав на висоті. Після нього дбайливими керівниками установи були А. М. Яковлєв, П. І. Ревуцький, В. П. Соловей, В. С. Ліпінський, В. В. Келя.
Цікаво, що за роки діяльності шахти кар'єрна виробка сягнула величезних розмірів — понад 500 гектарів. Тепер — це ціле підземне царство, в якому і далі триває виробничий процес на дільницях.